# テイクワン・オフィス
株式会社テイクワン・オフィスは、日本の芸能事務所。
タレントの高田純次が、東京乾電池オフィスから独立して設立した会社で、高田が代表取締役を務める。所属する西秋が主催する演劇ユニット『GENKI Produce』所属者のマネジメントも行う。

## 所属タレント
- 高田純次
- 西秋元喜
- 長澤元樹

## 過去の所属者
- 岡本麗
- 伊藤毅
- 麻木久仁子
- 高嶋ちさ子
- 河合美智子
- 平野貴大
- 岸部一徳
- 森野熊八